# Гріффітвіль (Арканзас)
Гріффітвіль (англ. Griffithville) — місто (англ. town) в США, в окрузі Вайт штату Арканзас. Населення — 155 осіб (2020).

## Географія
Гріффітвіль розташований на висоті 66 метрів над рівнем моря за координатами 35°7′28″ пн. ш. 91°38′45″ зх. д. / 35.12444° пн. ш. 91.64583° зх. д. (35.124470, -91.645719).  За даними Бюро перепису населення США в 2010 році місто мало площу 1,01 км², уся площа — суходіл.

## Демографія
Згідно з переписом 2010 року, у місті мешкало 225 осіб у 93 домогосподарствах у складі 59 родин. Густота населення становила 223 особи/км².  Було 108 помешкань (107/км²). 
Расовий склад населення:
| - 99,1 % — білих - 0,4 % — чорних або афроамериканців |

До двох чи більше рас належало 0,4 %. Іспаномовні складали 0,0 % від усіх жителів.
За віковим діапазоном населення розподілялося таким чином: 24,4 % — особи молодші 18 років, 56,0 % — особи у віці 18—64 років, 19,6 % — особи у віці 65 років та старші. Медіана віку мешканця становила 38,3 року. На 100 осіб жіночої статі у місті припадало 92,3 чоловіків;  на 100 жінок у віці від 18 років та старших — 86,8 чоловіків також старших 18 років.
Середній дохід на одне домашнє господарство  становив 34 277 доларів США (медіана — 25 625), а середній дохід на одну сім'ю — 37 329 доларів (медіана — 30 625). За межею бідності перебувало 39,7 % осіб, у тому числі 53,8 % дітей у віці до 18 років та 41,5 % осіб у віці 65 років та старших.
Цивільне працевлаштоване населення становило 51 осіб. Основні галузі зайнятості: виробництво — 17,6 %, освіта, охорона здоров'я та соціальна допомога — 15,7 %, науковці, спеціалісти, менеджери — 11,8 %.
За даними перепису населення 2000 року в Гріффітвілі мешкало 262 особи, 76 сімей, налічувалося 105 домашніх господарств і 119 житлових будинків. Середня густота населення становила близько 262 особи на один квадратний кілометр. Расовий склад Гріффітвіля за даними перепису розподілився таким чином: 97,71 % білих, 0,38 % — представників змішаних рас, 1,91 % — інших народів. Іспаномовні склали 5,34 % від усіх жителів містечка.
З 105 домашніх господарств в 35,2 % — виховували дітей віком до 18 років, 65,7 % представляли собою подружні пари, які спільно проживали, в 5,7 % сімей жінки проживали без чоловіків, 26,7 % не мали сімей. 26,7 % від загального числа сімей на момент перепису жили самостійно, при цьому 19,0 % склали самотні літні люди у віці 65 років та старше. Середній розмір домашнього господарства склав 2,50 особи, а середній розмір родини — 3,04 особи.
Населення містечка за віковим діапазоном за даними перепису 2000 року розподілилося таким чином: 26,3 % — жителі молодше 18 років, 11,8 % — між 18 і 24 роками, 22,1 % — від 25 до 44 років, 20,6 % — від 45 до 64 років і 19,1 % — у віці 65 років та старше. Середній вік мешканця склав 35 років. На кожні 100 жінок в Гріффітвілі припадало 104,7 чоловіків, у віці від 18 років та старше — 93,0 чоловіків також старше 18 років.
Середній дохід на одне домашнє господарство в містечкі склав 25 000 доларів США, а середній дохід на одну сім'ю — 35 625 доларів. При цьому чоловіки мали середній дохід в 27 250 доларів США на рік проти 22 500 доларів середньорічного доходу у жінок. Дохід на душу населення в містечкі склав 13 082 долари на рік. 11,6 % від усього числа сімей в окрузі і 11,6 % від усієї чисельності населення перебувало на момент перепису населення за межею бідності, при цьому з них були молодші 18 років і 7,7 % — у віці 65 років та старше.